# Poecilosomella peniculifera
Poecilosomella peniculifera är en tvåvingeart som beskrevs av Papp 2002. Poecilosomella peniculifera ingår i släktet Poecilosomella och familjen hoppflugor. Inga underarter finns listade i Catalogue of Life.